# A Costureirinha da Sé
A Costureirinha da Sé (Portugiesisch für: Die junge Schneiderin aus dem Sé-Viertel) ist ein Film des Regisseurs Manuel Guimarães aus dem Jahr 1958. Die romantische Musikkomödie spielt im Sé-Viertel in der historischen Altstadt der nordportugiesischen Stadt Porto und gehörte zu den ersten Farbfilmen des Portugiesischen Kinos. Er steht am Ende der Tradition der Comédia portuguesa, die portugiesischen Filmkomödien, die insbesondere in den 1930er und 1940er Jahren große Erfolge feierten.

## Handlung
In einem Wohnhaus in den engen Gassen des einfachen Sé-Viertels in Porto leben zwei rivalisierende Nachbarsfamilien. Die Tochter des Frisörs Vicente im Erdgeschoss und die Patentochter des Händlers Bernardino in der 1. Etage arbeiten beide als Schneiderinnen in einem Atelier in der mondänen Innenstadt. Die bescheidene und aufrichtige, auffallend schöne Aurora und der redliche Taxifahrer Armando nähern sich immer weiter an, doch auch die missgünstige Leonor aus der Nachbarsfamilie aus dem ersten Erdgeschoss möchte Armando für sich. Dann jedoch verliebt Leonor sich in einen gutaussehenden wohlhabenden Mann, der das Viertel für ein paar Tage auf der Durchreise besucht. Ränke und Gerüchte unter den Kolleginnen im Atelier und in der Nachbarschaft stellen die zarten Beziehungen zwischenzeitlich auf einige Proben.
Als sich der alljährliche Wettbewerb des schönsten selbstgeschneiderten Chintzkleids im Viertel nähert, den alle Schneiderinnen gewinnen möchten, versuchen sich beide Familien und auch alle viele andere Beteiligte mit missgünstigen Tricks auszustechen. Am Ballabend des Wettbewerbs gibt Aurora dann ihre Gewinnchancen auf, als sie die Veranstaltung mit Armando auf der Suche nach einer Kollegin verlässt, die aus Liebeskummer davonlief. Leonor gewinnt währenddessen den Wettbewerb.
Am folgenden Tag stellt sich der wohlhabende Mann als Hochstapler und Dieb heraus, und Leonor bleibt gebrochen zurück. Aurora und Armando kümmern sich um sie, und die beiden Familien nähern sich nach diesem und weiteren Schicksalsschlägen wieder an. In der Nachbarschaft stellt sich danach, nach weiteren erfreulichen Schicksalswendungen, wieder Harmonie und Lebensfreude ein.

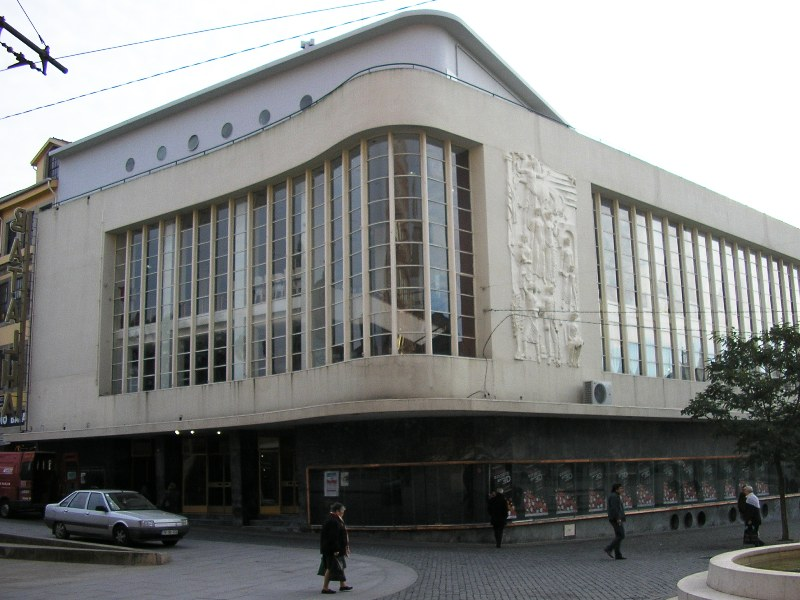
Das 1908 erbaute und 1947 umgestaltete Art-déco-Kino Cinema Batalha in Porto: hier hatte A Costureirinha da Sé 1958 Premiere.

## Rezeption
Der Film feierte am 11. Februar 1959 im Cinema Batalha in Porto Premiere und hatte am 27. Februar 1959 im Lissabonner Kino Teatro Éden seine Hauptstadtpremiere. Er basiert auf der gleichnamigen volkstümlichen Operette von Arnaldo Leite und Heitor Campos Monteiro, nach Monteiros gleichnamigen Roman.
Mit der damals populären Sängerin Maria de Fátima Bravo in der Hauptrolle der Aurora und den malerischen Farbaufnahmen am Fluss Douro, der Ribeira und in den Altstadtgassen, wechseln sich im Film komische und romantische Szenen ab und werden immer wieder von Auftritten mit volkstümlicher Musik und Fadoliedern unterbrochen. Der Ausflug des ambitionierten, aber auf nötige Erfolge wartenden Regisseurs in das leichte Fach konnte jedoch trotz aller Bemühungen nicht an die Erfolge des portugiesischen Unterhaltungsfilms der 30er und 40er Jahre anknüpfen. Mit Lokalkolorit, populärer Musik und sowohl komischen als auch romantischen Zutaten sollte der locker-leicht inszenierte Film ein kommerzieller Erfolg werden, um das weitere Schaffen des Regisseurs zu ermöglichen. Der Film konnte die kommerziellen Erwartungen aber nicht erfüllen. Die Filmkritik wertete das Werk als erfolglosen Versuch, sich gegen den anhaltenden Niedergang des Portugiesischen Films zu stemmen, der von der Zensur des Salazar-Regimes und den verkrusteten Strukturen des ohnehin von Mängeln gekennzeichneten Filmschaffens im Land behindert wurde, aber auch unter dem allgemein zurückgehenden Zuschauerinteresse litt, auf Grund des aufkommenden Fernsehens und den weiter ausgebliebenen Publikumsmagneten in den Kinos.
A Costureirinha da Sé erschien zuletzt 2010 in einer DVD-Box mit fünf Filmen des Regisseurs Manuel Guimarães bei Costa do Castelo-Filmes in Zusammenarbeit mit der Cinemateca Portuguesa.